# سوني إريكسون C510
سوني إريكسون C510 (بالإنجليزية: Sony Ericsson C510)‏ هو هاتف محمول من سوني موبايل كوميونيكيشنز، تم طرحه في الأسواق في 7 يناير 2009.

## الخصائص
- الكاميرا الخلفية: 3.2 ميجابكسل
- الوزن: 92 غرام
- المعالج: 220 ميجا هرتز
- الذاكرة: 100 ميجابايت